# Gongshan
För andra betydelser, se Gongshan (olika betydelser).
Gongshan är ett autonomt härad för derung- och nu-folken i Nujiang, en autonom prefektur i Yunnan-provinsen i sydvästra Kina. 